# Проспект Академіка Палладіна

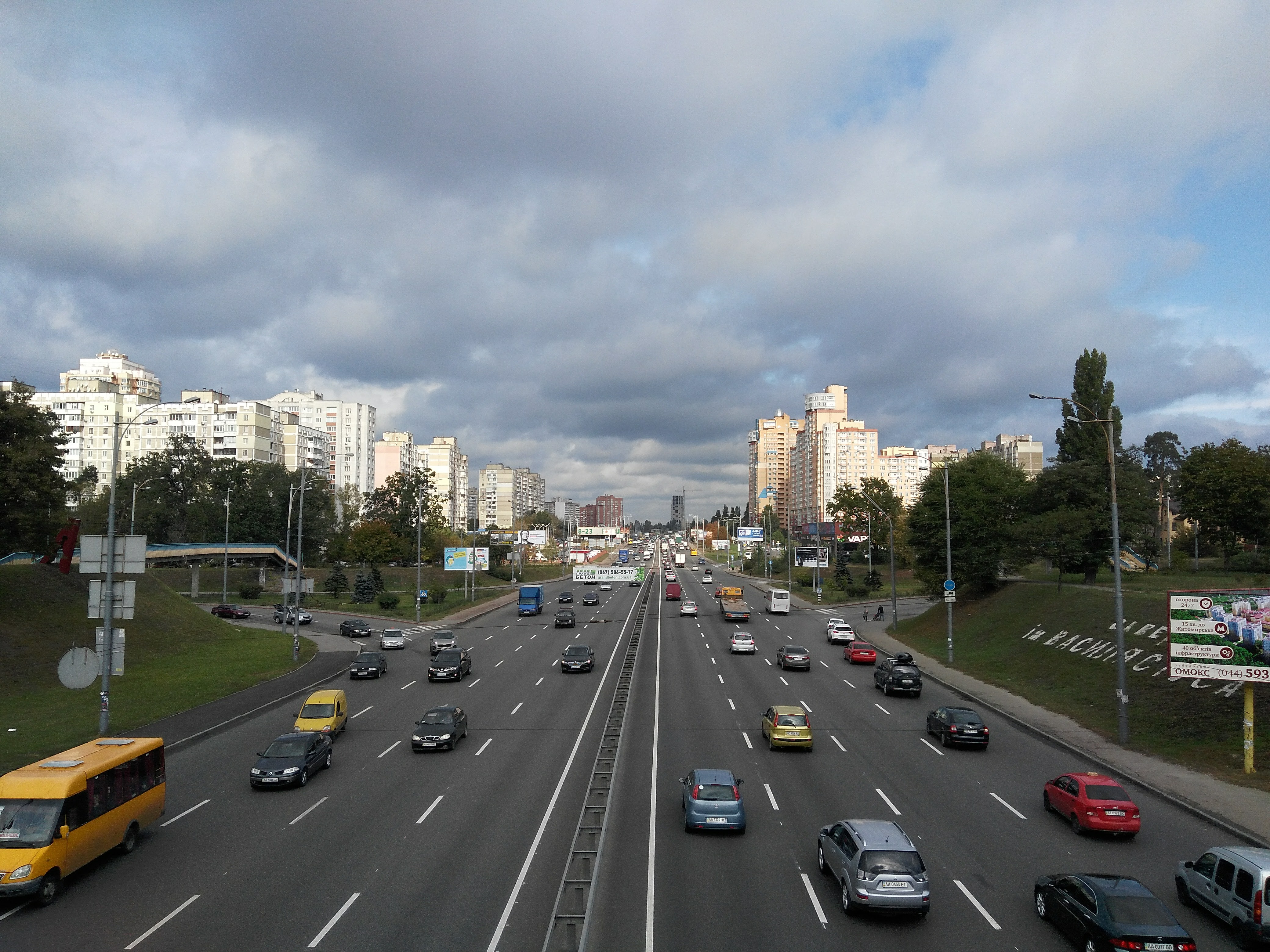
Проспект Академіка Палладіна, вид з Берестейського проспекту

Проспе́кт Акаде́міка Палла́діна — проспект у Святошинському районі міста Києва, житлові масиви Академмістечко, Біличі, Новобіличі та Святошин. Пролягає від Берестейського проспекту до Гостомельської площі. Є частиною Великої Окружної дороги.
Прилучаються вулиці Ореста Васкула, Гранична, Василя Стуса, Ірпінська, Академіка Доброхотова і Академіка Єфремова, бульвар Академіка Вернадського, вулиці Патріарха Володимира Романюка, Дунаєвського, Раїси Букіної, Мальовнича, Академіка Булаховського і Олега Мудрака, провулки Приладний, Робітничий і Рубежівський, вулиці Малинська і Робітнича, залізничний шляхопровід, вулиці Газопровідна, Пономарьова і Стеценка.
Під частиною проспекту проходить лінія метро. На проспекті розташовані станція метро «Академмістечко» і залізничний зупинний пункт Новобіличі.

## Історія
Проспект виник на початку XX століття у складі вулиці 4-а Просіка, частина проспекту на ділянці між нинішніми Берестейським проспектом і вулицею Василя Стуса — під назвою Трамвайна на території Святошинських дач. Був виокремлений під назвою Новобіличанська вулиця у 1958 році. Сучасна назва на честь О. В. Палладіна — з 1973 року.
У 1970-ті роки проспект ґрунтовно реконструйовано, його продовжено крізь стару забудову, споруджено шляхопровід над залізницею Київ — Коростень. У 1977 році до проспекту приєднано також реконструйовану частину Великої Окружної дороги, що не мала назви (від залізниці до вулиці Стеценка). У постанові про приєднання її помилково названо частиною Гостомельського шосе.

## Пам'ятники та меморіальні дошки

В. І. Вернадському (буд. № 32/34)
М. П. Семененку (буд. № 34)
С. І. Субботіну (буд. № 32)
Є. К. Лазаренку (буд. № 34)
М. С. Сургаю (буд. № 46/2)
О. М. Шаркову (буд. № 46/2)